# Résolution 1832 du Conseil de sécurité des Nations unies
Membres permanents
- Chine
- États-Unis
- France
- Royaume-Uni
- Russie

Membres non permanents
- Afrique du Sud
- Burkina Faso
- Belgique
- Costa Rica
- Croatie
- Indonésie
- Italie
- Libye
- Panama
- Viet Nam

Résolution no 1831 Résolution no 1833
La résolution 1832 du Conseil de sécurité des Nations unies a été adoptée à l'unanimité le 27 août 2008.

## Résolution
Le Conseil de sécurité, a estimé que la situation au Liban continuait de menacer la paix et la sécurité internationales, et a de ce fait prorogé le mandat de la Force intérimaire des Nations unies au Liban (FINUL) jusqu'au 31 août 2009.
Adoptant à l'unanimité la résolution, le Conseil a salué le rôle positif de la mission, dont le déploiement, avec les forces armées libanaises, avait contribué à créer un nouvel environnement stratégique dans le sud Liban, et s'est donc félicité de l'expansion des activités coordonnées entre elles.
Le Conseil a également appelé toutes les parties concernées à respecter la cessation des hostilités et la Ligne bleue dans son intégralité et à se conformer scrupuleusement à leurs obligations de respecter la sécurité de la FINUL et des autres membres du personnel des Nations unies, notamment en évitant toute ligne de conduite qui mettrait en danger le personnel, et en veillant à ce que la mission bénéficie d'une totale liberté de mouvement dans sa zone d'opérations.
Le Conseil a en outre appelé à une pleine coopération pour parvenir à un cessez-le-feu permanent et à une solution à long terme, comme prévu dans la résolution 1701 (de 2006), et a prié le Secrétaire général de continuer à rendre compte de l’application de cette résolution tous les quatre mois ou à tout moment qu'il jugeait approprié.
La prorogation a été demandée dans une lettre du 18 août adressée au Secrétaire général par le Premier Ministre libanais et recommandée dans une lettre ultérieure du 21 août adressée au Conseil par le Secrétaire général.
Prenant la parole après l’adoption du texte, Daniel Carmon, le représentant d’Israël, s’est félicité de la tâche difficile des troupes de la FINUL sur le terrain et a apprécié leur travail, qui était chargé de complexité et de défis croissants, en particulier ces dernières années. Cela faisait plus de deux ans depuis l'adoption de la résolution 1701, mais les défis pour le mandat de la FINUL étaient plus grands que jamais compte tenu de la présence et du redéploiement massif d'éléments armés du Hezbollah au nord et au sud du Litani et du transport continu d'armes d'Iran et de Syrie en violation des résolutions du Conseil de sécurité. 
Le récent rapport du Secrétaire général sur l’application de la résolution 1701 a mis en lumière les défis auxquels la FINUL était confrontée et a clairement défini plusieurs incidents impliquant des groupes armés hostiles. Ces incidents n'étaient qu'un échantillon d'un vaste phénomène de danger pour la stabilité régionale et de menace pour la sécurité du personnel de la FINUL.
Le Conseil attendait de la FINUL qu’elle agisse dans sa zone d’opérations pour faire en sorte que cette zone ne soit pas utilisée pour des activités hostiles de quelque nature que ce soit. Les nouvelles orientations politiques du Gouvernement libanais ont encore compliqué la capacité de la FINUL de s'acquitter de son mandat, ont compliqué le cœur de la résolution 1701 et ont soulevé des inquiétudes quant à l'engagement du Gouvernement libanais d'étendre son autorité sur tout le territoire libanais et de faire en sorte qu'il n'y ait pas d'armes extérieures et aucune ingérence extérieure sur son territoire. La résolution 1701 exigeait le désarmement de tous les groupes armés au Liban, mais les nouvelles directives gouvernementales soutenaient en fait le Hezbollah.
Nawaf Salam, représentant du Liban, a déclaré que la décision du Conseil était très importante à l’approche du deuxième anniversaire de l’adoption de la résolution qui avait créé la FINUL.